# نوونیکولایفکا (شهرستان زیانچورینسکی، باشقیرستان)
نوونیکولایفکا (انگلیسی: Novonikolayevka, Zianchurinsky District, Republic of Bashkortostan) یک شهرک در شهرستان زیانچورینسکی استان باشقیرستان کشور روسیه است.